# 빅토리아주 주지사
빅토리아주 주지사 또는 빅토리아 주지사는 현재 오스트레일리아 빅토리아주의 찰스 3세 국왕을 대표하는 사람이다.
주지사는 빅토리아 총리의 조언에 따라 군주가 임명한다. 주지사의 역할은 군주를 대표하는 것이다. 이 역할에는 주로 의회 개회 및 해산, 내각 임명, 국왕의 승인 부여 등의 의례적 기능을 수행하는 것이 포함된다.
주지사 사무실과 공식 거주지는 왕립 식물원 옆에 있는 총독 관저이며 멜버른의 킹스 도메인(Kings Domain)으로 둘러싸여 있다.
현 빅토리아 주지사는 마가렛 가드너(Margaret Gardner)로 2023년 8월 린다 데사우(Linda Dessau)의 후임이 된다.

## 권한
웨스트민스터 의회 정부 체제의 관례에 따라 주지사는 거의 항상 선출된 정부 수장인 빅토리아 총리의 조언에 따라 행동한다. 그럼에도 불구하고 주지사는 국왕의 예비 권한을 보유하며 총리를 해임할 수 있는 권리를 갖는다.

## 같이 보기
- 오스트레일리아의 총독